# Sidemia discalis
Sidemia discalis är en fjärilsart som beskrevs av Brandt 1941. Sidemia discalis ingår i släktet Sidemia och familjen nattflyn. Inga underarter finns listade i Catalogue of Life.